# 达乌尔猬
达乌尔猬（学名：Hemiechinus dauricus）为猬科林猬属的动物。在中国大陆，分布于陕西、内蒙古、甘肃、河北、黑龙江、吉林、辽宁、宁夏等地，常见于草原。该物种的模式产地在外贝加尔地区达乌尔。

## 亚种
- 达乌尔猬指名亚种（学名：Hemiechinus dauricus dauricus），Sundevall于1842年命名。在中国大陆，分布于陕西、内蒙古、甘肃、山西、宁夏、河北（北部）等地。该物种的模式产地在外贝加尔地区达乌尔。[2]
- 达乌尔猬东北亚种（学名：Hemiechinus dauricus manchuricus），Mori于1926年命名。在中国大陆，分布于东北等地。该物种的模式产地在东北的。[3]

## 保护
本种于2023年被收录入《有重要生态、科学、社会价值的陆生野生动物名录》。